# 프랭크 마셜 (체스 선수)

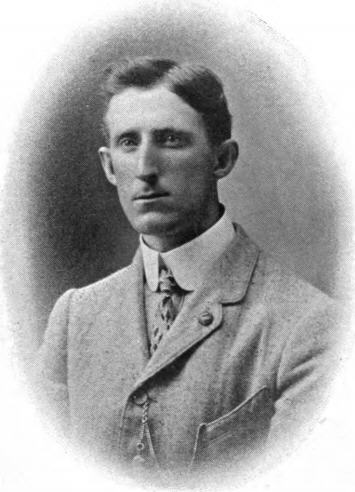
프랭크 마셜

프랭크 제임스 마셜(Frank James Marshall, 1877년 8월 10일 ~ 1944년 11월 9일)은 미국의 체스 선수이다. 1909년부터 1936년까지 미국 체스 챔피언이었고 20세기 초 세계에서 가장 강력한 체스 선수 중 한 명이었다.

## 체스 경력
마셜은 뉴욕에서 태어나 8세부터 19세까지 캐나다 퀘벡주 몬트리올에서 살았다. 그는 10세에 체스를 시작했고 1890년(13세)에는 몬트리올의 주요 선수 중 한 명이 되었다.
그는 1904년 캠브리지 스프링스 국제 체스 대회(13/15 득점, 세계 챔피언 엠마누엘 래스커보다 앞서 있음)와 1904년 미국 의회에서 우승했지만 당시 미국 챔피언인 해리 넬슨 필스베리가 우승하지 못했기 때문에 국가 타이틀을 얻지 못했다. 경쟁하다. 1906년 필스베리가 사망하고 마셜은 1909년 경쟁에서 우승할 때까지 다시 우승 타이틀을 거부했다.
1907년에 그는 타이틀을 놓고 세계 챔피언 엠마누엘 래스커와의 경기를 치렀고 8패를 당했고 무승부 7무를 기록했다. 그들은 1907년 1월 26일부터 4월 8일까지 뉴욕시, 필라델피아, 워싱턴 D.C., 볼티모어, 시카고, 멤피스에서 경기를 치렀다.
1909년에 그는 당시 젊은 쿠바 체스 선수인 호세 카파블랑카(José Capablanca)와 시합을 하기로 동의했고 대부분의 사람들이 놀랍게도 8경기에서 패하고 14무를 지고 단 1승만 거두었다. 이 패배 후 마셜은 카파블랑카를 원망하지 않았다. 대신 그는 그 젊은이가 엄청난 재능을 가지고 있고 인정받을 자격이 있다는 것을 깨달았다. 미국 챔피언은 카파블랑카가 최고 수준의 경쟁에서 뛸 기회를 갖도록 열심히 노력했다. 마셜은 카파블랑카가 1911년 산세바스티안 토너먼트에 참가할 수 있도록 허용해야 한다고 주장했다. 그의 포함에 대한 많은 항의에도 불구하고 카파블랑카는 토너먼트에서 우승했다.
1915년 마샬은 뉴욕시에 마샬 체스 클럽을 열었다. 1925년 마샬은 카파블랑카와 함께 카메오 출연으로 소비에트 단편 영화 체스 피버에 출연했다.
1920년에 그는 미국 체스 콩그레스에서 우승했다.
1922년 마샬은 캐나다 몬트리올 내셔널 클럽에서 세계 기록인 155경기를 동시에 치렀다. 7시간여 만에 126승 21무 8패를 기록했다. 일주일 후, 마샬이 뉴욕으로 돌아왔을 때, 그는 각 게임의 모든 수를 다시 플레이했고, 그는 155개의 게임 중 154개를 기억할 수 있었다.
1930년대에 마샬은 네 번의 체스 올림피아드에서 네 개의 금메달을 획득하기 위해 미국 팀의 주장을 맡았다. 한 라운드 동안 그는 보드로 돌아와 그의 팀원들이 세 번의 무승부에 동의한 것을 발견했다. 자신의 게임을 마친 후, 그는 무승부가 어떻게 경기에서 이기지 못하는지에 대해 그들 각자에게 개별적으로 엄중한 이야기를 했다.
1936년 27년 동안 미국 챔피언십 타이틀을 차지한 그는 챔피언십 토너먼트 우승자에게 타이틀을 내주었다. 첫 번째 토너먼트는 내셔널 체스 협회(National Chess Federation)가 후원하고 뉴욕에서 열렸다. 마셜 체스 클럽에서 트로피를 기증했으며 첫 우승자는 사무엘 레셰프스키였다.